# Новопокровка (Альшеевский район)
Новопокровка — упразднённая в 1986 году деревня Гайниямакского сельсовета Альшеевского района Башкирской АССР. Новопокровка находилась на высоте ~200 метров.
В 1952 году — деревня Ново-Покровка, входящая в Никифаровский сельсовет.
В 1972 году — деревня Новопокровка Гайниямакского сельсовета.
Исключена из учетных данных Указом Президиума ВС Башкирской АССР от 12.12.1986 N 6-2/396 «Об исключении из учетных данных некоторых населенных пунктов»).

## Население
В 1972 году преобладающая национальность — русские.

## Географическое положение
Расстояние до:
- районного центра (Раевский): 41 км (1952 г.), 53 км. (1972 г.)
- центра сельсовета (Никифарово в 1952 году : 12 км, с.  Гайниямак в 1972 году - 5 км.
- ближайшей железнодорожной станции (Аксёново): 11 км.